# Шукюрбейли (Физулинский район)
Шукюрбейли  (азерб. Şükürbəyli) — село в Физулинском районе Азербайджана.

## История
Шукурбейли был захвачен армянскими вооружёнными формированиями через 5 дней после оккупации города Физули, 28 августа 1993 года. В ночь с 4 на 5 января 1994 года село было возвращено в результате горадизской операции азербайджанской армии.
Международное движение Красного Креста и Красного Полумесяца в рамках "Программы восстановления и возвращения на родину" в Физулинском районе в 1999-2001 годах восстановила разрушенные дома и создала условия для возвращения беженцев.
В ходе 44-дневной войны в 2020 году село Шукюрбейли Физулинского района подвергалось интенсивному обстрелу.

## Экономика
Население в основном занималось сельским хозяйством-земледелием, скотоводством и животноводством.

## Инфраструктура
В селе находится подстанции "Шукюрбейли", откуда ведётся 110-киловольтная воздушная линия электропередачи Шукюрбейли-Шуша протяженностью 75 километров в подстанцию "Шуша" (г. Шуша), строительство которой длилось с декабря 2020 года по май 2021 года. 